# Iren Gal
Iren Gal, coniugata Molnar (in serbo Ирен Гал-Молнар?; Novi Sad, 8 dicembre 1950), è un'ex cestista jugoslava.

## Carriera
Con la Jugoslavia ha disputato i Campionati europei del 1970.